# Нелюдимо наше море… или Корабль дураков
«Нелюдимо наше море… или Корабль дураков» — пьеса Николая Коляды, написанная в 1986 году. Жанр определён автором как трагикомическая притча, грустная комедия.
Переведена на немецкий язык («Das Narrenschiff»). Переводчик - Александер Каль. Опубликована в книге пьес Николая Коляды «Пьесы для любимого театра» (1994 год).

## Персонажи
- Нина Николаевна, или Манефа — пенсионерка, 65 лет
- Владимир Николаевич, или Вовка — слесарь, 33 года
- Фаина Васильевна, или Файка — его жена, 35 лет
- Динара Васильевна, или Динка — продавщица, 28 лет
- Анвар, или Ваня — её муж, таксист, 24 года
- Николай Владимирович — учитель, 40 лет
- Ольга Николаевна — его жена, учительница, 40 лет
- Васька — их сын.

## Сюжет
Действие пьесы происходит осенью, 15 сентября. Утром жители неблагоустроенного дома обнаруживают, что их в очередной раз затопило: «дом стоит в луже. Даже и не лужа это, а озерцо небольшое, и посередине него стоит дом».
За один день герои, обречённые на заточение в доме, успевают несколько раз поссориться, помириться и наконец понять, что они нужны друг другу.

## Постановки в театре

### Первая постановка
- 1989 — Республиканский театр, Йошкар-Ола.

### Известные постановки
- 1996 — Свердловский государственный академический театр драмы (Екатеринбург), режиссёр Николай Коляда [2], в роли Манефы Е. Ляхова.
- 2009 — Ирбитский театр драмы им. А.Н. Островского, режиссёр Валерий Медведев, в ролях Зоя Петренкова (Манефа), Анатолий Нога (Вовка-Опойка), Оксана Иванова (Фая), Анастасия Иванова (Дина), Антон Семеновых (Анвар-Ваня), Ярослав Кожин (Николай), Екатерина Мордяшова (Ольга), Антон Пономарёв (Вася)[3]
- Южно-Казахстанский областной русский драматический театр, режиссёр А. Мельников, в ролях Л. Шаповалова (Манефа), Р. Шарипов, А. Петриченко (Вовка-Опойка), С. Сергеева (Фая), Г. Селифонова (Дина), И. Вербицкий (Анвар-Ваня), А. Осипов (Николай), В. Осипова (Ольга), Р. Школьников (Вася)[4]